# Championnats du monde d'escrime 1990
Navigation
Édition précédente Édition suivante
Les championnats du monde 1990 se sont déroulés à Lyon en France. Ce sont les trente neuvièmes championnats du monde d'escrime. 

## Médaillés
| Épreuves           | Or | Argent                                                                                     | Bronze                                                                                               |
| ------------------ | --- | ------------------------------------------------------------------------------------------ | --- |
| Épée               | |                                                                                            | |
| Hommes individuel  | Thomas Gerull                                                                                              | Angelo Mazzoni                                                                             | Arnd Schmitt                                                                                         |
| Hommes par équipes | Italie- Sandro Cuomo - Angelo Mazzoni - Sandro Resegotti - Stefano Pantano - Maurizio Randazzo             | France- Olivier Lenglet - Éric Srecki - Jean-Michel Henry - Philippe Riboud                | Union soviétique- Pavel Kolobkov - Vitaly Ageyev - Andrey Shuvalov - Mikhail Tishko                  |
| Femmes individuel  | Taymi Chappé                                                                                               | Diana Eöri                                                                                 | Maria Mazina                                                                                         |
| Femmes par équipes | Allemagne de l'Ouest- Eva-Maria Ittner - Ute Schäper - Renate Riebandt-Kaspar - Monika Ritz - Sabine Krapf | Hongrie- Diana Eöri - Gyöngyi Szalay - Marina Várkonyi - Mariann Horváth - Zsuzsanna Szőcs | Italie- Alessandra Anglesio - Elisa Uga - Annalisa Coltorti - Saba Amendolara - Laura Chiesa         |
| Fleuret            | |                                                                                            | |
| Hommes individuel  | Philippe Omnès                                                                                             | Andrea Borella                                                                             | Dmitriy Shevchenko                                                                                   |
| Hommes par équipes | Italie- Alessandro Puccini - Andrea Borella - Andrea Cipressa - Federico Cervi                             | Pologne- Piotr Kiełpikowski - Ryszard Sobczak - Leszek Bandach - Adam Krzesiński           | Union soviétique- Dmitriy Shevchenko - Serhiy Holubytskyy - Vladimir Aptsiauri - Boris Koretsky      |
| Femmes individuel  | Anja Fichtel                                                                                               | Giovanna Trillini                                                                          | Olga Velichko                                                                                        |
| Femmes par équipes | Italie- Giovanna Trillini - Margherita Zalaffi - Dorina Vaccaroni - Lucia Traversa                         | Union soviétique- Olga Velichko - Tatyana Sadovskaya - Yelena Grishina - Olga Sidorova     | Chine- Liang Jun - Sun Hongyun - Xiao Aihua - E Jie                                                  |
| Sabre              | |                                                                                            | |
| Hommes individuel  | György Nébald                                                                                              | Heorhiy Pohosov                                                                            | Tonhi Terenzi                                                                                        |
| Hommes par équipes | Union soviétique- Heorhiy Pohosov - Grigori Kirienko - Sergey Mindirgasov - Andrey Alshan                  | Hongrie- György Nébald - Bence Szabó - Imre Bujdosó - Csaba Köves - László Csongrái        | Allemagne de l'Ouest- Felix Becker - Jürgen Nolte - Jörg Kempenich - Ulrich Eifler - Frank Bleckmann |

## Tableau des médailles
| Rang | Nation               | Or | Argent | Bronze | Total |
| ---- | -------------------- | -- | ------ | ------ | ----- |
| 1    | Italie               | 3  | 3      | 2      | 8     |
| 2    | Allemagne de l'Ouest | 3  | 0      | 2      | 5     |
| 3    | Hongrie              | 1  | 3      | 0      | 4     |
| 4    | Union soviétique     | 1  | 2      | 5      | 8     |
| 5    | France               | 1  | 1      | 0      | 2     |
| 6    | Cuba                 | 1  | 0      | 0      | 1     |
| 7    | Pologne              | 0  | 1      | 0      | 1     |
| 8    | Chine                | 0  | 0      | 1      | 1     |